# Marko Mlađan
Marko Mlađan (in serbo Марко Млађан?; Lugano, 26 marzo 1993) è un cestista serbo con cittadinanza svizzera, fratello di Dušan e figlio dell'ex cestista Milan.

## Palmarès

### Club
- Campionato svizzero: 2

Lugano Tigers: 2010-11, 2011-12
- Coppa Svizzera: 3

Lugano Tigers: 2011, 2012
Lions de Genève: 2017
- Coppa di Lega svizzera: 5

Lugano Tigers: 2011, 2012
Monthey: 2016
Lions de Genève 2019
Massagno: 2023
- Supercoppa svizzera: 2

Lions de Genève: 2018
Massagno: 2023

### Individuale
- Miglior giocatore svizzero del campionato SBL: 2

2014-15, 2015-16